# 팔라노크아과
팔라노크아과(Euplerinae)
는 식육목에 속하는 아과 분류군의 하나로 마다가스카르섬에 제한적으로 서식하는 4종을 포함하고 있다. 역시 마다가스카르에서만 발견되는 마다가스카르몽구스아과와 함께 마다가스카르식육과를 이루고 있다. 하위 종으로 포사와 팔라노크(동부팔라노크와 서부팔라노크), 그리고 유전학 정보를 통해 다른 마다가스카르 육식동물과 친족 관계가 밝혀지기 이전까지는 고양이과 또는 사향고양이과에 속했던 마다가스카르사향고양이를 포함하고 있다.
마다가스카르 몽구스 아과에 비해 치열이 독특하다.
팔라노크아과에 속하는 종들 중에서 팔라노크와 마다가스카르사향고양이는 포사보다 좀더 서로 근연 관계에 있다.

## 하위 분류
- 포사속 (Cryptoprocta)
  - 포사 (Cryptoprocta ferox)
- 마다가스카르사향고양이속 (Fossa)
  - 마다가스카르사향고양이 (Fossa fossana)
- 팔라노크속 (Eupleres)
  - 동부팔라노크 또는 팔라노크 (Eupleres goudotii)
  - 서부팔라노크 (Eupleres major)